# دون إتنغر
دون إتنغر (بالإنجليزية: Don Ettinger)‏ هو لاعب كرة قدم أمريكية ولاعب كرة قدم كندية أمريكي، ولد في 20 نوفمبر 1921 في إنديبندنس في الولايات المتحدة، وتوفي في 13 فبراير 1992 في كوكفل في الولايات المتحدة.

## وصلات خارجية
- دون إتنغر على موقع مرجع كرة القدم المحترفة.كوم (الإنجليزية)
- دون إتنغر على موقع JustSportsStats.com (الإنجليزية)